# Basciano (Italie)
Pour l’article homonyme, voir Basciano.
Basciano est une commune italienne d'environ 2 500 habitants, située dans la province de Teramo, dans la région Abruzzes, en Italie méridionale.

## Administration
| Période                                  | Période  | Identité              | Étiquette       | Qualité |
| ---------------------------------------- | -------- | --------------------- | --------------- | ------- |
| 30 mai 2006                              | En cours | Pierluigi Di Giacinto | Centro-Sinistra |         |
| Les données manquantes sont à compléter. |          |                       |                 |         |

### Hameaux
Zampitto, S.Agostino, S.Maria, Tomolati, Feudo, S.Rustico

### Communes limitrophes
Castel Castagna, Colledara, Montorio al Vomano, penna Sant'Andrea, Teramo